# 鈴木淳雄
鈴木 淳雄（すずき あつお、1945年11月7日 - ）は、日本の政治家。元愛知県東海市長（5期）。

## 来歴
愛知県知多郡内海町（現：南知多町）出身。愛知県立半田高等学校卒業。1968年（昭和43年）3月、明治大学政治経済学部経済学科卒業。同年4月、上野町役場に採用される。1969年（昭和44年）4月1日、上野町と横須賀町が合併し東海市が誕生、東海市職員となる。
2001年（平成13年）1月、東海市役所を退職。同年4月22日に行われた東海市長選挙に自民党・民主党・公明党・社民党の推薦を受けて出馬し初当選。投票率は46.44％。5月17日、市長に就任。
2005年（平成17年）、再選。2009年（平成21年）、無投票で3選。2013年（平成25年）、4選。2017年（平成29年）、無投票で5選。
2020年11月、翌年4月の任期満了に伴う市長選挙に立候補せず退任の意向を示した。2022年、旭日中綬章受章。

## 市政
- 2020年（令和2年）6月9日、新型コロナウイルス対策の財源に充てるため、自身の7月から2021年（令和3年）3月までの月額給与と同期間の期末手当を10％減額する条例案を市議会定例会に提出した。副市長については5％、教育長については3％減額する[8][9]。同条例案は6月19日の閉会までに可決された[10]。